# Dušan Tříska
Dušan Tříska (* 14. dubna 1946 Ivančice) je český ekonom nazývaný někdy „Otcem Kupónové privatizace". V letech 1990 až 1992 byl náměstkem tehdejšího ministra financí ČSFR Václava Klause. V současné době působí jako vysokoškolský pedagog.

## Biografie
Vystudoval Právnickou fakultu Univerzity Karlovy a Fakultu technické a jaderné fyziky ČVUT. Titul kandidáta věd získal na Vysoké škole ekonomické v oboru ekonomie. Mezi lety 1979 až 1990 působil jako vědecký pracovník ekonomického ústavu Československé akademie věd. Před rokem 1989 byl veden v seznamu agentů Státní bezpečnosti . Na počátku devadesátých let se coby nejbližší spolupracovník Václava Klause významným způsobem podílel na realizaci tzv. Kupónové privatizace. Poté, co vyšlo najevo, že v minulosti spolupracoval se Státní bezpečností, stáhl se z politických funkcí a podílel se na kuponové privatizaci pouze jako řadový úředník. V současnosti pracuje jako odborný asistent na katedře ekonomie Vysoké školy ekonomické v Praze.

## Názory a kontroverze
Za uskutečněním kuponové privatizace si Dušan Tříska bezvýhradně stojí a považuje ji za „geniální vynález“. Tvrdí, že Viktor Kožený, na nějž je vydán mezinárodní zatykač, je nevinný, protože během kuponové privatizace nic neukradl.
Vlnu nevole vyvolal jeho návrh, aby se do českého volebního systému navrátil majetkový cenzus.